# Неделчев, Стою
Стою (Стойо) Иванов Неделчев (Чочоолу) по прозвищу Пантера и Бай Драгия (болг. Стою Неделчев-Чочоолу, в СССР — Степан Иванович Неделчев; 12 февраля 1908, с. Джамбазито — 27 июля 1987, Стара-Загора) — деятель Болгарской коммунистической партии, участник Движения Сопротивления во время Второй мировой войны, командующий 5-й Старозагорской повстанческой оперативной зоной. Генерал-майор, Герой Социалистического труда (1968), Герой Народной Республики Болгария (1978).

## Биография
Стою Неделчев родился 12 февраля 1908 года в старозагорском селе Джамбазито (ныне Калояновец) Старозагорского района, в бедной семье. Рано осиротел, с малолетства работал пастухом. Был вынужден воровать, за конокрадство помещён в Старозагорскую тюрьму, где познакомился с коммунистами. Член Болгарской коммунистической партии с 1930 года. После переворота 19 мая 1934 года перешёл на нелегальное положение, а в 1937 году, оставив жену и маленького сына, эмигрировал в СССР, где работал токарем на заводе «Газоаппарат» и учился в бронетанковой школе. Хотел отправиться на войну в Испании, но Франция отказала ему в визе; подавал заявление для участия в Финской войне, но получил отказ из-за неумения ездить на лыжах.
В 1941 году прошёл специальную подготовку и по решению Центрального Комитета Болгарской коммунистической партии в сентябре 1941 года был заброшен в Болгарию в составе группы парашютистов для агитационно-пропагандистской работы и организации партизанских отрядов. Командир партизанского отряда «Христо Ботев», партизанской бригады «Георгий Димитров» и 5-й Старозагорской повстанческой оперативной зоны. Дважды был приговорён к смертной казни, но так и не был пойман, за что был прозван Пантерой. В истории коммунистической Болгарии считается одним из легендарных партизанских командиров. Из-за последствий пулевого ранения, полученного в ходе партизанских боёв, не мог пользоваться правой рукой; научился метко стрелять левой и после войны был единственным военнослужащим в Болгарии, кому было разрешено отдавать честь левой рукой.
Участвовал в войне с Германией (1944—1945) в качестве заместителя командира 8-й Тундженской дивизии с 9 сентября 1944 года по 10 марта 1945 года, освобождён по болезни.
Окончил Высшую военную академию имени К. Ворошилова в СССР. Командовал 21-й горнострелковой бригадой (1954—1957).
Неделчев отлично говорил по-русски. Был членом райкома Болгарской коммунистической партии в Стара-Загоре, членом Центральной контрольно-ревизионной комиссии. Неоднократно избирался депутатом Народного собрания (1966—1987).
По его книге воспоминаний «Боят настана» («Бой начался») снят фильм «Осмият» («Восьмой»), где Чочоолу стал прототипом главного героя, которого сыграл Георгий Георгиев-Гец.

## Награды
- Герой Социалистического Труда (Указ № 106 от 12 февраля 1968 года)[6];
- Герой Народной Республики Болгария (1978);
- орден «За храбрость» IV степени I класса;
- серебряный орден Венгерской свободы;
- три ордена «Георгий Димитров» (1968, 1978, 1983)

и другими наградами.
- Почётный гражданин города Стара-Загора с 1978 года.